# Botanischer Garten Palermo

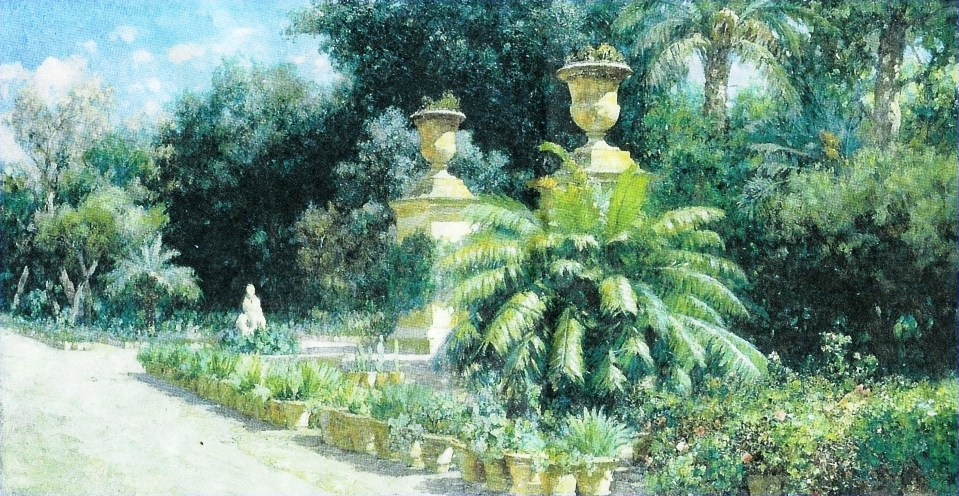
L'Orto botanico di Palermo von Francesco Lojacono (1838–1915)

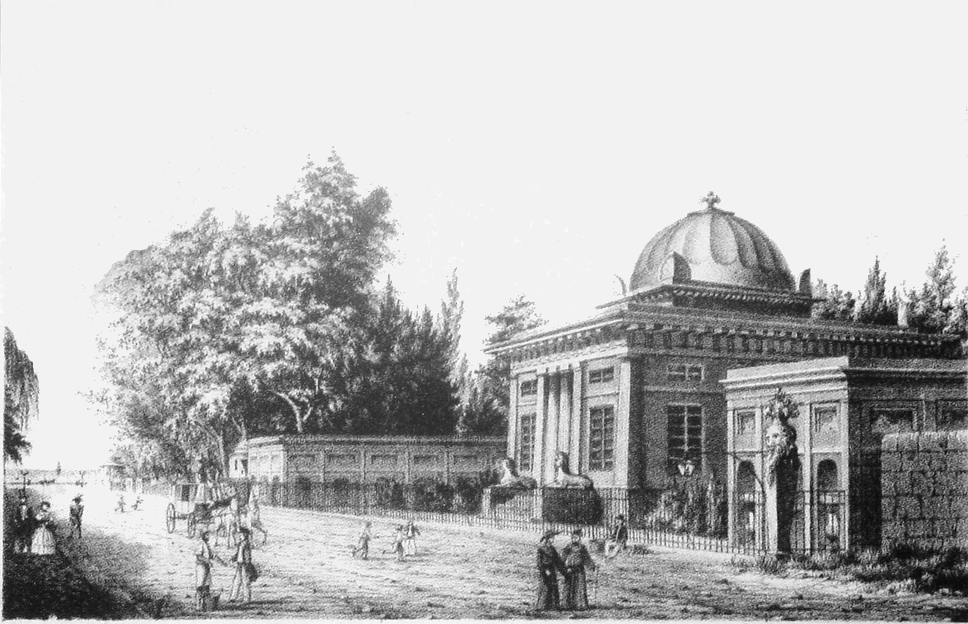
Botanischer Garten Palermo – Historische Ansicht

Der Botanische Garten Palermo (italienisch: Orto Botanico di Palermo) ist eine Gartenanlage, die sowohl von der Universität Palermo als Lehr- und Forschungsanlage genutzt wird, als auch interessierten Besuchern offensteht.

## Geschichte
Im Jahre 1779 gründete die Accademia dei Regi Studi (etwa: königliche Universität) den Lehrstuhl für Botanik und Medizin. Diesem Lehrstuhl wurde ein Stück Land zugewiesen, auf dem man Pflanzen kultivieren und auf eine mögliche Verwendung als Heilpflanzen hin untersuchen konnte. Da sich das zugewiesene Land jedoch bald als zu klein bemessen erwies, verlegte man die Anlage 1786 an ihren heutigen Standort neben der damals schon bestehenden Villa Giulia.
1789 begann der Bau des neoklassizistischen Verwaltungsgebäudes, des Gymnasiums, nach den Plänen des französischen Architekten Léon Dufourny. Zwei Nebengebäude, das Tepidarium und das Calidarium, wurden von Venanzio Marvuglia entworfen.
Dufourny entwarf auch den ältesten Teil des Gartens in der Nähe des Gymnasiums. Der Garten wurde 1795 eröffnet. In den folgenden Jahren wurde die Anlage um das Acquarium (1798), ein Becken mit Wasserpflanzen, und das Serra Maria Carolina (1823), ein Treibhaus, erweitert. Im Jahre 1845 wurde der Ficus macrophylla, heute Wahrzeichen des Gartens, von Norfolk Island (Australien) eingeführt. Die heutige Größe von etwa zehn Hektar wurde durch viele kleinere Erweiterungen im Jahre 1892 erreicht, 1913 wurde der Giardino coloniale („Kolonialgarten“) eröffnet, der jedoch heute nicht mehr existiert. Seit 1985 wird der Garten vom Dipartimento di Scienze Botaniche (Institut für Botanik) geleitet.

### Leiter des Gartens
| - 1795–1812 Giuseppe Tineo - 1814–1856 Vincenzo Tineo - 1856–1892 Agostino Todaro - 1892–1921 Antonino Borzì - 1921–1923 Domenico Lanza | - 1923–1928 Luigi Buscalioni - 1928–1939 Luigi Montemartini - 1939–1968 Francesco Bruno - 1968–1971 Antonino De Leo - 1971–1976 Vittorio Camarrone | - 1976–1990 Andrea Di Martino - 1990–1996 Francesco Maria Raimondo - 1996–1998 Andrea Di Martino - 1998–2003 Salvatore Trapani - seit 2003 Francesco Maria Raimondo |

## Sehenswertes

Karte des Gartens

### Gymnasium, CalidariumundTepidarium
Das neoklassizistische Gymnasium liegt in der Nähe des Haupteingangs. Ursprünglich war es das Hauptgebäude der Schola Regia Botanice (Königlich-botanische Lehranstalt) mit Herbarium, Bibliothek und dem Büro des Direktors. Das Gymnasium ist ein Bau mit rechteckigem Grundriss und einem dorischen Portikus mit vier Säulen.
In zwei kleineren Gebäuden an den Seiten des Gymnasiums, dem Calidarium und dem Tepidarium befinden sich Pflanzen, die ein wärmeres Klima bevorzugten.

### Garten nach Linné
Diese sind der älteste Teil des Gartens. Es handelt sich um eine rechteckige Anlage, in der in vier Viertel unterteilt, die Pflanzen nach der Taxonomie von Carl von Linné kultiviert waren. Zwischen den Sektionen befinden sich Springbrunnen. Im Zentrum befindet sich die Kreuzung der Viale centrale, der Hauptachse des botanischen Gartens, und der Viale delle palme, einer Allee von Palmen.

### Aquarium und Lagune

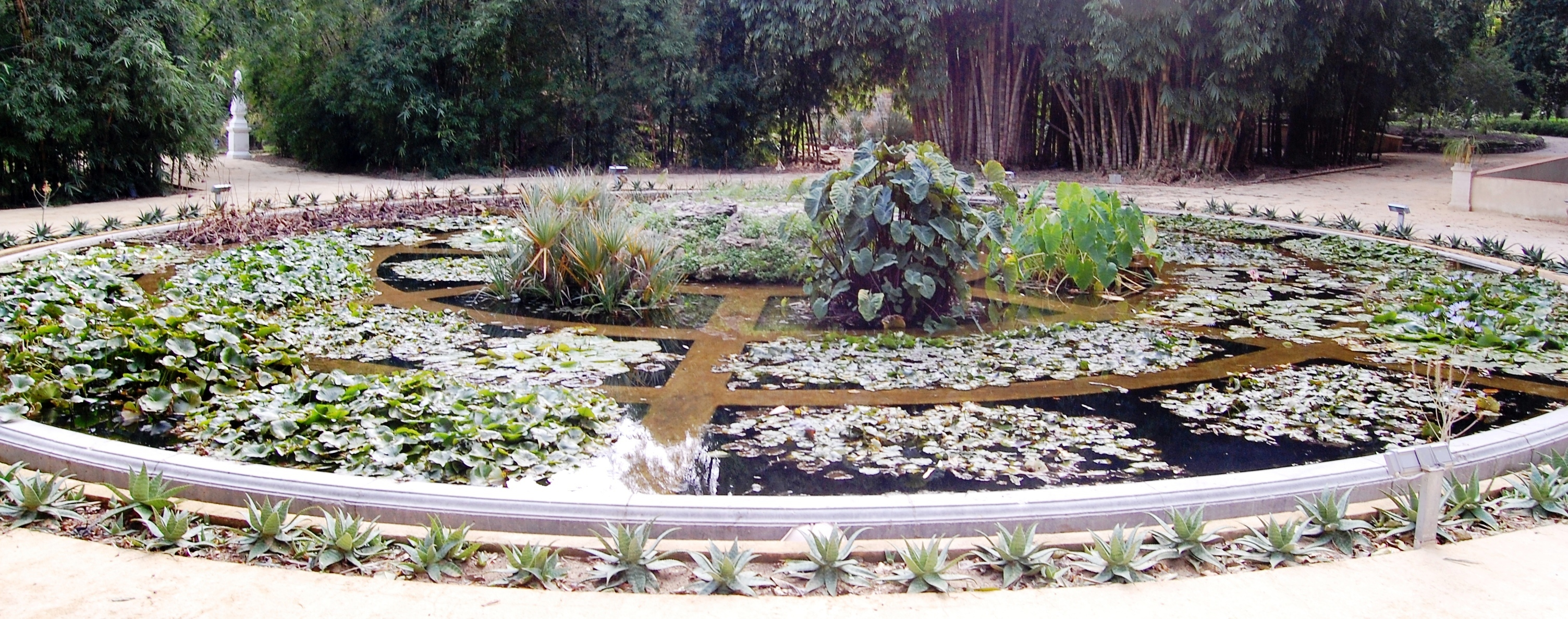
Aquarium

Das Aquarium ist ein großes rundes Becken am Ende der Via centrale, das durch drei konzentrische Kreise mit jeweils 8 Abschnitten in 24 Sektionen unterteilt ist. Diese beherbergen jeweils vielfältige Wasserpflanzen.
Die „Lagune“ befindet sich wenige Meter vom Aquarium entfernt und zeigt ebenfalls eine Reihe von Wasserpflanzen.

### Die Treibhäuser

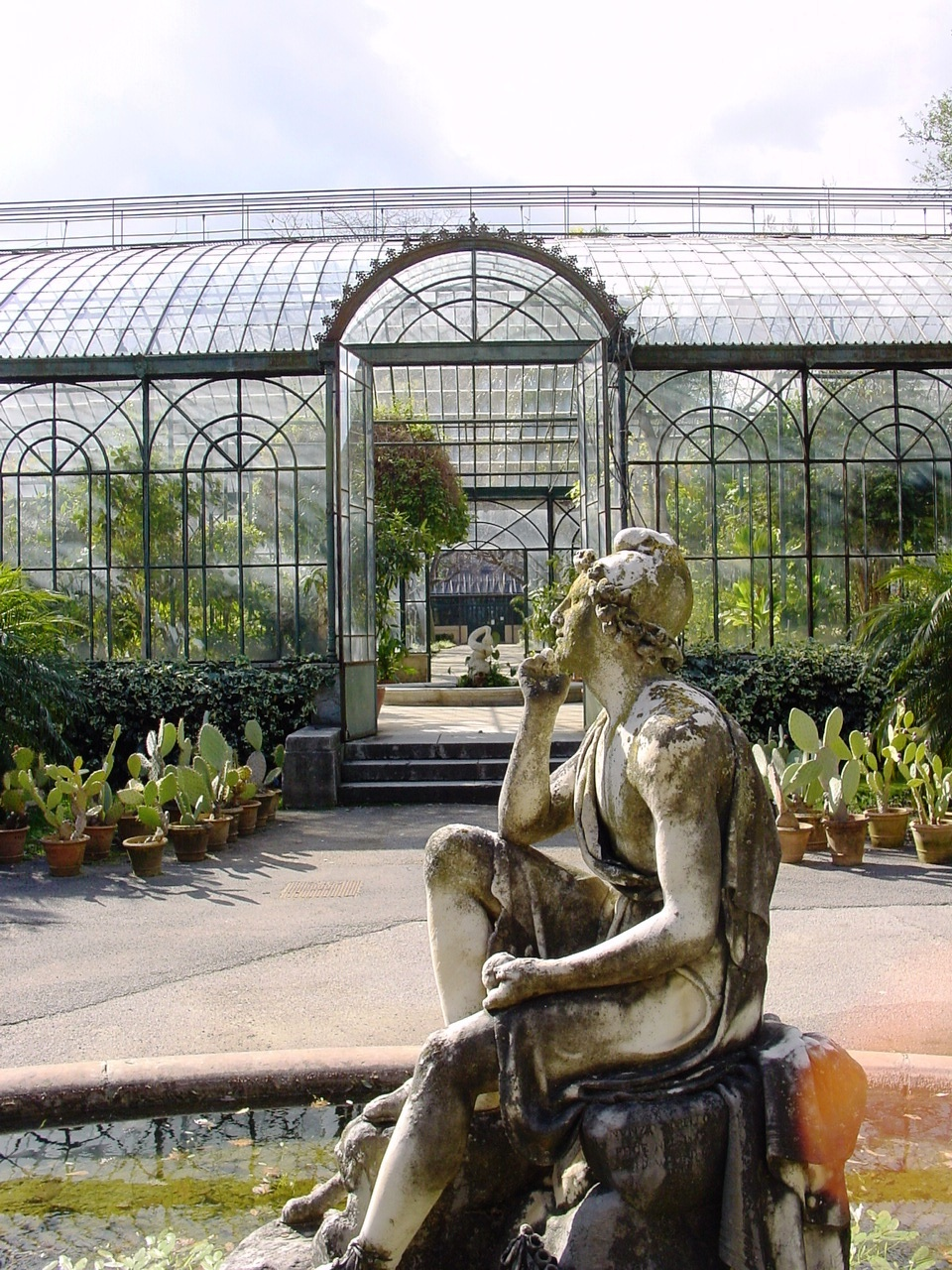
Eingang des Giardino d’Inverno („Wintergarten“)

Mit der Zeit wurden immer wieder Treibhäuser errichtet, die heute insgesamt eine Fläche von etwa 1.300 m2 erreichen.
Das älteste ist das Serra Maria Carolina (serra it. für Gewächshaus), ein Geschenk der Königin Maria Karolina von Österreich, auch bekannt als der Giardino d’Inverno (Wintergarten). Ursprünglich war dieser eine mit Öfen beheizte Holzkonstruktion, in der zweiten Hälfte des 19. Jahrhunderts wurde er jedoch durch eine gusseiserne Konstruktion ersetzt.
Weitere:
- Ein Treibhaus mit Sukkulenten, mit Pflanzen aus Trockengebieten,
- eines das für Experimente genutzt wird,
- eines mit Pflanzen aus der Region,
- und eines mit Farnen

### Forschungsbereich
Ein Teil des botanischen Gartens wird nach wie vor zur wissenschaftlichen Arbeit genutzt. Der Bereich befindet sich im südwestlichen Teil der Anlage. Die Forschung bezieht sich auf Pflanzen, die der Gewinnung von Ölen, Fasern und Harzen dienen sollen, zurzeit vor allem Versuche mit Baumwolle, Gemüsesorten, Zuckerrohr und Sorghum.

### Nuovo Settore
Im südlichen Teil des Gartens sind die Pflanzen in Anlehnung an die Taxonomie Adolf Englers gepflanzt. Die Arten sind angeordnet nach Nacktsamern, Bedecktsamern, Magnoliopsida und Liliopsida.

### Das Herbarium
Das moderne Herbarium mediterraneum hat eine Fläche von 6000 m² und ist teilweise überdacht.
Am größten sind das Erbario Siculo und das Erbario Generale des Instituts für Botanik, mit jeweils 50.000 bzw. 200.000 Exemplaren. Von letztgenanntem stammt etwa ein Viertel der Arten der mediterranen Vegetation, die meisten von der Insel Sizilien. Die nicht von Sizilien stammenden Arten sind aus Portugal, Spanien, Frankreich, Algerien, Ägypten, Griechenland, von Korsika, Sardinien, Kreta und Zypern. Ebenso finden sich dort etwa 2000 Arten von Algen, 1600 Flechtenarten, 4700 Moose und Pilzarten.

### Genbank
Die Genbank wurde 1993 begründet und ist Teil des RIBES (Rete Italiana Banche Germoplasma), das sich mit dem Sichern des genetischen Materials der Flora der Region beschäftigt. Dazu werden die Samen von gefährdeten auf Sizilien heimischen Pflanzen gesammelt und in Ampullen aufbewahrt und konserviert. Die Samen werden regelmäßigen Tests auf ihre Lebensfähigkeit unterworfen.

## Artenvielfalt

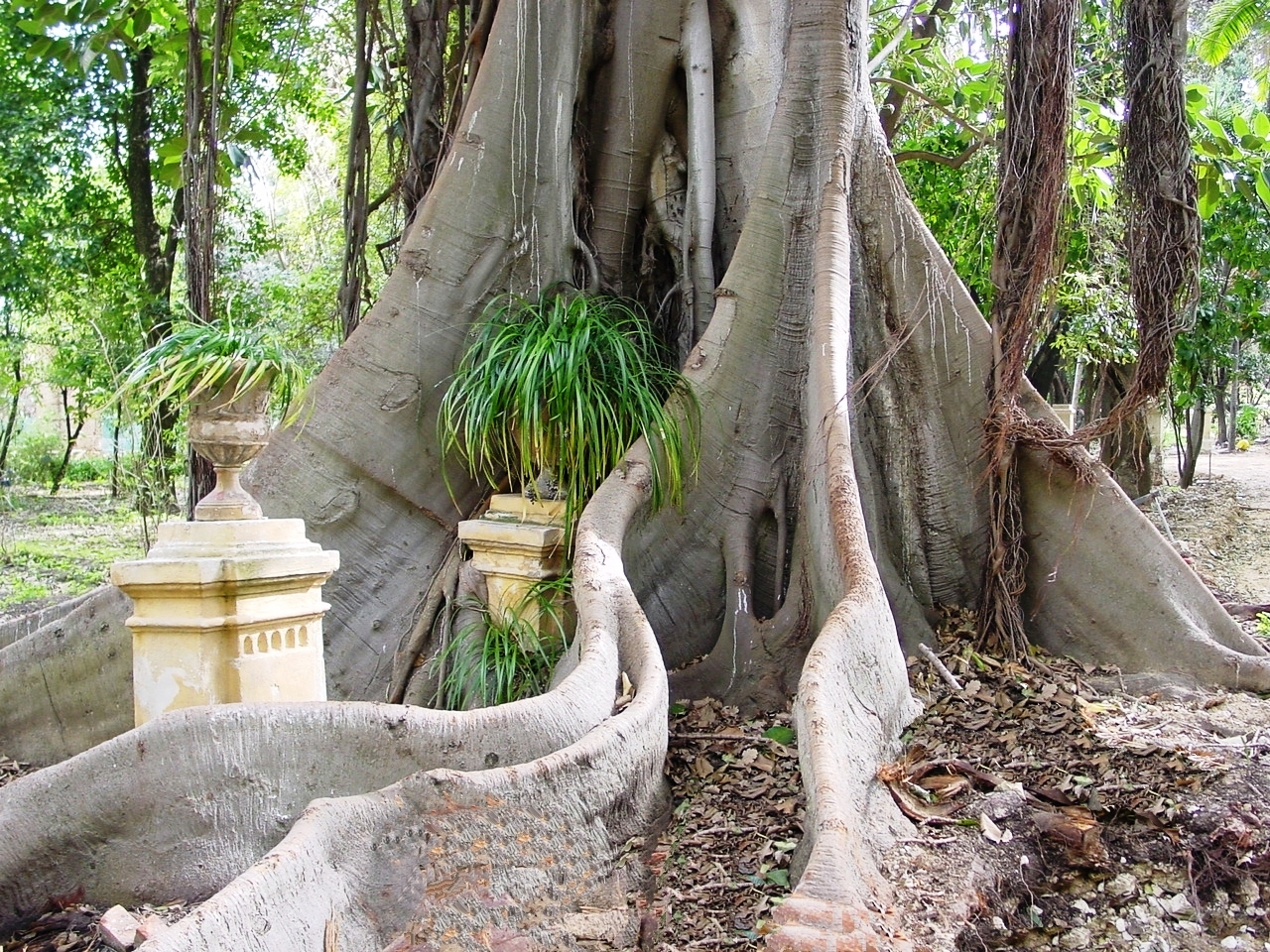
Das typische Wurzelwerk der Großblättrigen Feige

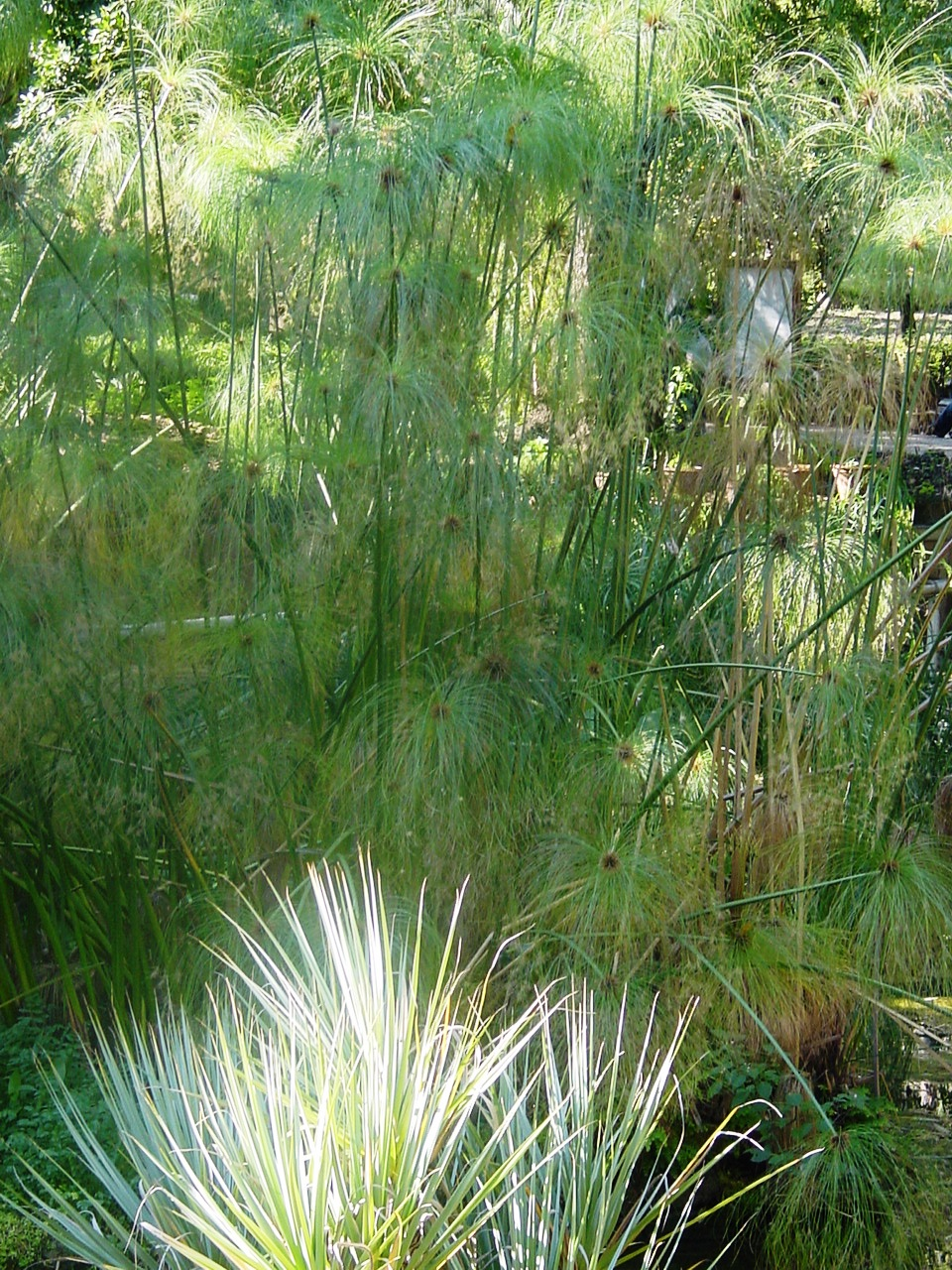
Der Weiher der Papyrusstauden

Die Gärten beherbergen zurzeit etwa 12.000 verschiedene Arten.
Entstanden in der zweiten Hälfte des 19. Jahrhunderts, waren die Gärten Vorbild für eine ganze Reihe großer botanischer Gärten in Nordeuropa. Wegen des milden Klimas von Palermo war es möglich dort eine große Zahl bis dato in Europa seltenen oder unbekannten Pflanzen aus aller Welt zu kultivieren. Ebenso gab es durch Vermittlung von Adolf Engler einen regen Austausch mit dem Botanischen Garten Berlin. So war der Botanische Garten Palermo verantwortlich für Einführung der Mandarine (Citrus deliciosa) und der japanischen Wollmispel Eriobotrya japonica in Europa.
In den alten Gärten nach Linné wuchsen ursprünglich etwa 1580 verschiedene Arten, von denen 658 immer noch dort wachsen, darunter auch Exemplare des Ginkgo biloba.
Im Aquarium finden sich eine Anzahl von Seerosen (Nymphaea), darunter Nymphaea alba, Nymphaea tuberosa Hybride der Nymphaea × marliacea, und die vielfarbigen Nuphar lutea und Nelumbo nucifera. In einem sumpfartigen Teil des Gartens finden sich Alocasia, Colocasia und Zantedeschia, während in einer nahegelegenen „Lagune“ Echter Papyrus und andere Sauergräser, wie Scirpus lacustris, ein Schilf, und Zypergras wachsen.
Ebenso wachsen dort einige Bambusarten und auf einem kleinen künstlichen Hügel Drachenbäume. Der größte Baum des Gartens ist ein riesiger Feigenbaum, der im Jahre 1845 von Norfolk Island im Pazifischen Ozean eingeführt wurde.
Im Garten der Sukkulenten findet man einige Aloen und verschiedene andere Pflanzen trockener Regionen, darunter Cereus, Crassula, Wolfsmilch und Opuntien. Eine große Zahlen von Ficusarten, die den Eindruck einer Dschungelvegetation vermitteln sollen.
Ein anderer Teil des Gartens ist den Palmbäumen gewidmet, wie dem japanischen Palmfarn, der dem Garten von Königin Maria Carolina 1793 gestiftet wurde und der erste seiner Art in Europa war. Ebenso wurden dort Palmfarne aus Mexiko und dem indischen Subkontinent angepflanzt. Im Jahre 1997 wurde die Sammlung um einige wertvolle Arten wie Dioon spinulosum, Encephalartos altensteinii, Encephalartos longifolius, Encephalartos villosus, Macrozamia moorei und Zamia furfuracea erweitert.

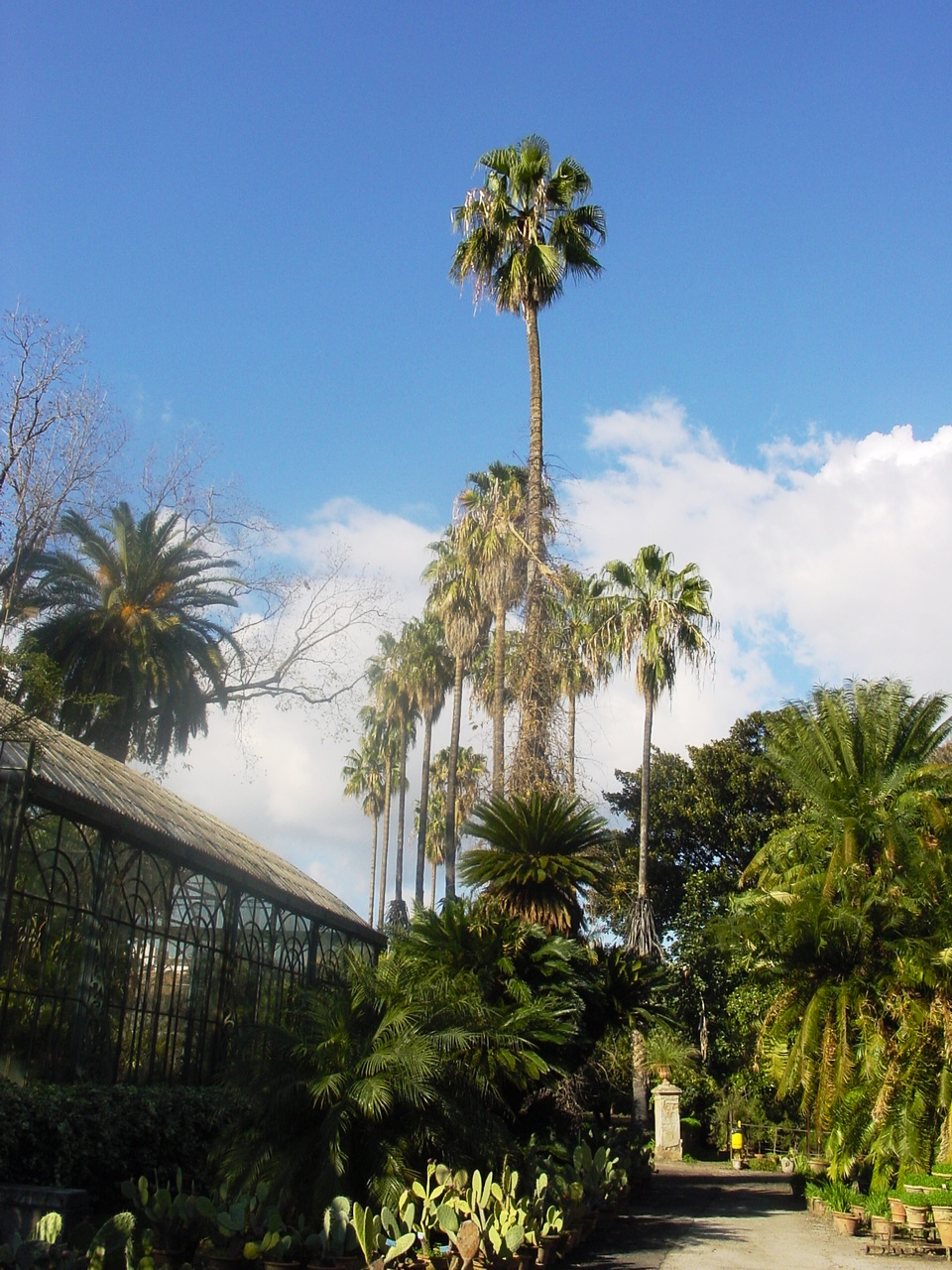
Washingtonia filifera

Zusammen mit Chamaerops humilis, der einzigen auf Sizilien heimischen Palmenart und weiteren Exoten findet man etwa 80 verschiedene Arten und 34 unterschiedliche Gattungen. Die Gattung Washingtonia wird durch die W. filifera repräsentiert.
Der Giardino d’Inverno (Wintergarten) beherbergt eine ganze Reihe von Arten, die sonst nur im warmen Klima Afrikas, Zentralamerikas, Südamerikas, Asiens und Australiens gedeihen, darunter: Kaffeepflanzen (Coffea arabica), Papaya (Carica papaya), eine Reihe von Bougainvillea, Zimtgewächsen (Cinnamomum ceylanicum) sowie Mimosen. In den Serra della Regione (etwa: Treibhaus der Region), finden sich einige Exemplare des Baums der Reisenden sowie von (the traveller’s palm) Flamingoblumen, Wolfsmilchgewächsen und Schraubenbäumen und andere Pflanzen aus der Äquatorregion. Zwei kleinere Treibhäuser zeigen Orchideen, fleischfressende Pflanzen und Kakteen.
In der Settore Sperimentale e delle Piante Utili (etwa: Experimenteller Bereich für praktische Anwendungen) finden sich Zuckerrohr, Sorghum, beide zur Produktion von Zucker, Bananengewächse, Pekannussbäume und einige lokale seltene Gemüsearten. Als Heilpflanzen werden dort Ginseng, Wermutkraut, Gemeiner Stechapfel, Schlafbeere, Kampherlorbeer und Schlafmohn angebaut.
| A - Acalypha hispida - Aeonium leucoblepharum - Agapanthus umbellatus - Aloe arborescens - Aloe ciliaris - Aloe saponaria - Aloe thraskii - Aloe xcaesia - Aloe xriccobonii - Aloe xspinosissima - Annona cherimolia - Antholyza aethiopica - Antigonon leptopus - Araucaria columnaris - Archontophoenix alexandrae - Archontophoenix cunninghamiana - Arenga engleri - Artemisia absinthium - Astrophytum capricorne - Astrophytum myriostigma B - Bambusa macroculmis - Begonia maxima - Begonia x ricinifolia - Bombax ceiba - Bougainvillea aurantiaca - Bougainvillea splendens - Bougainvillea trolli - Bougainvillea valverde - Brahea armata - Buddleia davidi - Butia capitata C - Calliandra portoricensis - Calodendrum capensis - Caralluma europaea - Carica papaya - Carica quercifolia - Carya olivaeformis - Ceratozamia mexicana - Chamaerops humilis - Cinnamomum canphora - Cinnamomum ceylanicum - Coffea arabica - Caryota mitis - Centaurea ucriae - Ceratozamia mexicana - Cereus peruvianus - Chamaedorea ernesti-augusti - Chamaedorea metallica - Chamaedorea oblongata - Chorisia speciosa - Citrus maxima - Citrus paradisi - Citrus reticulata - Citrus volkameriana - Clivia nobilis - Coreopsis tripteris - Crescentia alata - Crinum longiflorum - Cycas circinalis - Cycas revoluta - Cyperus alternifolius - Cyperus papyrus | D - Datura stramonium - Dionaea muscipula - Dioon edule - Dioon spinulosum - Doryanthes palmeri - Dracaena draco - Drosera longifolia - Drosera rotundifolia - Dypsis decaryi E - Echidnopsis cereiformis - Echinocactus grusonii - Echinocactus ingens - Echinocereus blanckii - Encephalartos altensteinii - Encephalartos arenarius - Encephalartos horridus - Encephalartos longifolius - Encephalartos villosus - Encephalartos woodii × natalensis - Eriobotrya japonica - Erythrina corallodendron - Erythrina crista-galli - Erythrina humeana - Erythrina viarum - Euphorbia candelabrum - Euphorbia caput-medusae - Euphorbia dendroides - Euphorbia lactea - Euphorbia nivulia F - Fatsia papyrifera - Ficus altissima - Ficus aspera var. parcelli - Ficus benghalensis - Ficus benjamina - Ficus bibracteata - Ficus carica - Ficus elastica - Ficus elastica var. decora - Ficus elastica var. variegata - Ficus heterophylla - Ficus hispida - Ficus indica - Ficus infectoria - Ficus lyrata - Ficus macrophylla - Ficus magnifolia - Ficus microcarpa - Ficus palmata - Ficus pumila - Ficus religiosa - Ficus sycomorus - Ficus watkinsiana - Furcraea selloa | G - Ginkgo biloba - Grevillea robusta - Grewia malococca - Gymnocalycium tilcarense H - Heteropteris chrysophylla - Howea forsteriana I - Iochroma coccinea J - Jacobinia magnifica - Jubaea chilensis L - Livistona decipiens - Livistona mariae M - Macadamia ternifolia - Macrozamia communis - Macrozamia moorei - Mamillaria centricirrha - Mammillaria elongata - Mammillaria perbella - Melaleuca glaberrima - Melaleuca linariifolia - Mimosa spegazzinii - Musa cavendishi - Musa × paradisiaca N - Nelumbo nucifera - Nepenthes distillatoria - Nolina stricta - Notocactus apricus - Notocactus rutilans - Nymphaea alba - Nymphaea × marliacea - Nymphaea tuberosa - Nuphar lutea O - Opuntia engelmanni - Osteomeles schwerinae P - Parmentiera cereifera - Papaver somniferum - Paulownia tomentosa - Pennisetum setaceum - Peperomia caperata - Persea americana - Phoenix canariensis - Phoenix dactylifera - Phoenix reclinata - Phoenix roebelinii - Phoenix rupicola - Phoenix teophrastii - Pinus banksiana - Poinciana gilliesii - Pseudolobivia aurea | R - Ravenala madagascariensis - Ravenea rivularis - Rhapis excelsa - Rhopalostylis cheesemanii - Rhopalostylis sapida - Rhizophora mangle - Russelia equisetiformis S - Sabal bermudana - Sabal minor - Saccharum officinarum - Sagittaria lancifolia - Sarracenia purpurea - Scirpus lacustris - Serenoa repens - Sophora secundiflora - Sorghum saccharatum - Sparmannia africana - Stapelia leendertziae - Stapelia variegata - Strophanthus scandens - Syagrus romanzoffiana T - Trithrinax campestris - Tipuana speciosa W - Washingtonia filifera - Washingtonia robusta - Wigandia caracasana - Withania somnifera Y - Yucca aloifolia - Yucca elephantipes Z - Zamia floridana - Zamia furfuracea - Zephyranthes rosea |

## Kuriosität
Seit einigen Jahren lebt in dem Garten eine Kolonie Halsbandsittiche, die aus der nahegelegenen Villa Giulia geflohen waren und sich in ihrem neuen subtropischen Habitat sehr wohlfühlen.